# Relax (Calcutta)
| Recensione       | Giudizio |
| ---------------- | -------- |
| Newsic           | 7,5/10   |
| Ondarock         | 7,5/10   |
| sentireascoltare | 7/10     |

Relax è il quarto album in studio del cantautore italiano Calcutta, pubblicato il 20 ottobre 2023 dalla Bomba Dischi.

## Antefatti
Successivamente alla pubblicazione del terzo album in studio Evergreen del 2018, Calcutta ha intrapreso due tour nel corso del 2019: l'Evergreen è un tour di Calcutta e il Calcutta Tour Europeo 2019. Dal 2020, a seguito della pandemia di COVID-19 in Italia, il cantante ha limitato le apparizioni pubbliche, rilasciando alcune indiscrezioni nel 2022 riguardo al progetto, che tuttavia non venne pubblicato nel corso dell'anno. Tra il 2020 e il 2023 è apparso unicamente in alcune collaborazioni, tra cui i singoli Blue Jeans con Franco126 (2020) e Laurea ad honorem con Marracash (2022), e collaborando nella scrittura di brani per progetti discografici di altri artisti, tra cui nuovamente, con Emma in Fortuna (2019), con Elisa nell'album Ritorno al futuro/Back to the Future (2022), con Ernia in Io non ho paura e scrivendo Mare di guai di Ariete, in gara al Festival di Sanremo 2023.

## Descrizione
L'album si compone di undici tracce scritte e composte dallo stesso cantante con la collaborazione di Giorgio Poi, Tropico, Andrea Suriani, Gaetano Scognamiglio, Giovanni De Sanctis e dei francofoni Myd e Laurent Brancowitz.

## Promozione
Il 14 e 15 ottobre 2023 il cantante ha tenuto un concerto all'interno del Grand Salone di Villa Medici a Roma, con la presenza di un'installazione di Nico Vascellari. Il 17 ottobre 2023 pubblica una versione Asmr del progetto, eseguiti dalla youtuber Sara J Asmr, attraverso il canale YouTube del cantante.
Il 20 ottobre 2023 viene pubblicato il singolo 2minuti mentre il 23 ottobre successivo è uscito il video per la seconda traccia Giro con te.

## Tracce
Testi e musiche di Edoardo D'Erme, Quentin Lepoutre, Giorgio Poi e Andrea Suriani, eccetto dove indicato.
1. Coro – 2:27 (Edoardo D'Erme, Laurent Brancowitz, Giovanni De Sanctis)
2. Giro con te – 3:24 (testo: Edoardo d’Erme, Gaetano Scognamiglio – musica: Edoardo d’Erme, Gaetano Scognamiglio, Giorgio Poti, Quentin Lepoutre, Andrea Suriani)
3. Controtempo – 3:44
4. 2minuti – 3:34
5. Tutti – 4:10 (testo: Edoardo D'Erme, Davide Petrella – musica: Edoardo D'Erme, Quentin Lepoutre, Andrea Suriani)
6. Intermezzo3 – 0:46 (Edoardo D'Erme)
7. SSD – 4:23
8. Loneliness – 2:39
9. Ghiaccioli – 3:07 (testo: Edoardo d’Erme, Giorgio Poti – musica: Edoardo D'Erme, Giorgio Poti, Andrea Suriani)
10. Preoccuparmi – 3:38
11. Allegria... – 4:01

## Classifiche

### Classifiche settimanali
| Classifica (2023) | Posizione massima |
| ----------------- | ----------------- |
| Italia            | 1                 |

### Classifiche di fine anno
| Classifica (2023) | Posizione |
| ----------------- | --------- |
| Italia            | 28        |
| Classifica (2024) | Posizione |
| Italia            | 24        |